# ドゥーサマレブ空爆
ドゥーサマレブ空爆（ドゥーサマレブくうばく）は、2008年5月1日にソマリア中部のドゥーサマレブに対するアメリカ軍による航空攻撃のこと。
2008年5月1日0300時、アメリカ軍はソマリア中部ドゥーサマレブに対し航空機もしくは艦艇による巡航ミサイル攻撃を開始した。攻撃目標は現地のイスラム原理主義武装勢力であるアル＝シャハブ。
この攻撃で11名が死亡し5名が負傷した。このうち2名が重要人物で他は一般市民であるとされた。報道担当者によりアデン・ハシ・アイロとシェイク・ムーヤディン・オマルが死亡し他に4名が負傷したと伝えられた。
アメリカ軍当局はアルカイダ構成員と民兵指導者によるアメリカ合衆国に対するテロ攻撃が確認された為の処置であるとした。
アル＝シャハブ報道担当シェイク・ムフタール・ロボウ・マンスールは、異教徒の飛行機がドゥーサマレブを爆撃したのは事実であり、いわれなき攻撃で族長など死亡したがソマリアを解放し自由を求めるための戦いは継続すると言明した。